# Коперте (Асти)
Коперте је насеље у Италији у округу Асти, региону Пијемонт.
Према процени из 2011. у насељу је живело 25 становника. Насеље се налази на надморској висини од 144 м.